# Helictotrichon sangilense
Helictotrichon sangilense är en gräsart som beskrevs av Ivan M. Krasnoborov. Helictotrichon sangilense ingår i släktet Helictotrichon och familjen gräs. Inga underarter finns listade i Catalogue of Life.